# Muzeum Geologiczne w Łodzi
Muzeum Geologiczne im. Jana Ziomka w Łodzi – muzeum z siedzibą w Łodzi, działające w ramach Wydziału Nauk Geograficznych Uniwersytetu Łódzkiego. Siedzibą muzeum jest budynek sąsiadujący bezpośrednio z siedzibą Wydziału (Collegium Geographicum) przy ul. Kopcińskiego 31.
Muzeum zostało otwarte w maju 2000 roku. Nosi imię dr. Jana Ziomka - geologa, założyciela i wieloletniego kierownika placówki. W ramach muzealnej ekspozycji prezentowane są następujące wystawy stałe:
- "Świat minerałów",
- "Kamień budowlany i ozdobny w architekturze",
- "Przyroda Łodzi i Regionu Łódzkiego",
- "Kryształy w przyrodzie i technice".

Poza działalnością wystawienniczą, placówka prowadzi badania naukowe (geologia, ochrona przyrody nieożywionej, petroarcheologia oraz petroarchitektura) oraz organizuje zajęcia dydaktyczne.
Muzeum jest placówką całoroczną, czynną codziennie oprócz weekendów. Wstęp jest płatny.